# Jaime Hurtado
Jaime Ricaurte Hurtado González (* 7. Februar 1937 in Malimpia, Kanton Quinindé, Provinz Esmeraldas; † 17. Februar 1999 in Quito, ermordet) war ein afro-ecuadorianischer Politiker des Movimiento Popular Democrático.
Er studierte Recht an der Universität Guayaquil und war dort Mitglied in der Federación de Estudiantes Universitarios del Ecuador. 1966 trat er in die Partido Comunista Marxista Leninista del Ecuador ein, in der er hohe Funktionen bekleidete. 1978 war er einer der Gründer der Movimiento Popular Democrático, die er ab 1979 als erster Schwarzer und wieder ab 1998 im Kongress vertrat. 1984 war er der erste schwarze Präsidentschaftskandidat und erhielt die viertmeisten Stimmen. 1990 bis 1994 war er Director Nacional der MPD. Seit 1998 war er erneut Parlamentsabgeordneter. 1999 wurde er kurz nach Verlassen des Parlamentsgebäudes gemeinsam mit seinem Ersatzabgeordneten und einem Fraktionsangestellten erschossen.